# Elliot (Name)
Elliot [ˈɛl.i.ət] ist ein Familienname und überwiegend männlicher Vorname.

## Herkunft und Bedeutung
Beim Namen Elliot handelt es sich um eine Variante des Namens Elliott.

## Verbreitung
In den USA wurde der Name Elliot im ausgehenden 19. Jahrhundert nur selten vergeben. Im Laufe des 20. Jahrhunderts nahm seine Popularität zu. In den 1940er Jahren kam es zu einem ersten Höhepunkt der Beliebtheit, wobei der Name dennoch selten blieb. Die Popularität sank daraufhin und nahm in den 1980er Jahren wieder zu. Hier erreichte der Name erstmals die Top-400 der Vornamenscharts. Nach einem kurzen Absinken stieg sie seit der Jahrtausendwende kontinuierlich an. Seit 2016 zählt Elliot zu den 200 meistgewählten Jungennamen der vereinigten Staaten. Im Jahr 2021 erreichte er Rang 160 der Vornamenscharts. Im Jahr 2011 erschien der Name erstmals unter den 1000 meistgewählten Frauennamen (Rang 874). Im Jahr 2020 erreichte er mit Rang 572 seine bislang höchste Platzierung. Zuletzt belegte er Rang 773 (Stand 2021). Als Familienname ist Elliot weniger verbreitet (Rang 4160).
In England und Wales hat sich Elliot in der Top-100 der Vornamenscharts etabliert. Im Jahr 2021 belegte er Rang 89 der Histliste.
In Frankreich stieg der Name in den 1990er und 2000er Jahren in den Vornamenscharts auf. Heute ist er dort mäßig beliebt. Im Jahr 2021 stand er auf Rang 208 der Vornamenscharts.
In Dänemark hat sich der Name unter den 50 meistgewählten Jungennamen etabliert. In den Jahren 2017 und 2020 erreichte er die Top-20. Zuletzt belegte er Rang 21 (Stand 2021). Ein ähnliches Bild zeigt sich in Schweden. Hier steht der Name seit 1999 in der Top-100 der Vornamenscharts. In den Jahren 2014, 2015 und 2017 zählte er zu den 20 meistgewählten Jungennamen. Seitdem sank seine Beliebtheit leicht, sodass er im Jahr 2021 in den Vornamenscharts Rang 27 belegte.
In Deutschland wird der Name Elliot nur selten vergeben. Zwischen 2010 und 2021 wurde dieser Name an etwa 300 Jungen vergeben. Damit ist es die in Deutschland am häufigsten verwendete Schreibweise des Namens. In Österreich wird der Name seit den 2010er Jahren regelmäßig vergeben, ist jedoch nach wie vor selten. Als höchste Platzierung erreichte er im Jahr 2013 in der Hitliste der beliebtesten Jungennamen Rang 416. Zuletzt stand er auf Rang 713 (Stand 2021). Seit 1984 wurde Elliot außerdem zweimal als Mädchenname vergeben. In der Schweiz ist der Name Elliot geläufig und belegte im Jahr 2021 Rang 298 der Vornamenscharts.

## Varianten
Der Name Elliot existiert außerdem in den Schreibweisen Elliott, Eliot und Eliott.
Für weitere Varianten: siehe Elias#Varianten
Für Varianten des Familiennamens: siehe Elliott (Name)#Varianten

## Namensträger

### Familienname
- Adam Elliot (* 1972), australischer Animator und Filmemacher
- Alison Elliot (* 1948), schottische Psychologin und Theologin
- Allan Elliot (* 1973), neuseeländischer Sprinter
- Andrew Elliot (1728–1797), Gouverneur der britischen Kolonie New York
- Biff Elliot (1923–2012), US-amerikanischer Schauspieler
- Calum Elliot (* 1987), schottischer Fußballspieler
- Cass Elliot (1941–1974), US-amerikanische Sängerin
- Charles Elliot (1801–1875), britischer Navy-Offizier, Diplomat und Kolonialbeamter
- Charles Elliot (Admiral) (1818–1895), britischer Marineoffizier
- Christy Elliot (1933–2020), schottischer Rugby-Union-Spieler
- Daniel Giraud Elliot (1835–1915), US-amerikanischer Zoologe
- Daniel R. Elliott III. (* 1962), US-amerikanischer Anwalt und Verkehrsmanager
- David Elliot (Direktor), Direktor des Moderna Museet von 1996 bis 2001
- David Elliot (Drehbuchautor), Drehbuchautor und Produzent
- David Elliot (Illustrator) (* 1952), neuseeländischer Illustrator
- David Elliot (Fußballspieler) (* 1969), schottischer Fußballspieler
- David Elliot (Schauspieler) (* 1981), britischer Schauspieler
- Douglas Elliot (1923–2005), schottischer Rugbyspieler
- Elisabeth Elliot (1926–2015), US-amerikanische evangelikale Missionarin, Autorin und Referentin
- Finn Elliot (* 2002), britischer Schauspieler
- Fiona Elliot (Tischtennisspielerin) (* um 1967), englische Tischtennisspielerin
- Francis Edmund Hugh Elliot (1851–1940), britischer Diplomat
- George Elliot (Admiral, 1784) (1784–1863), britischer Admiral
- George Elliot (Admiral, 1813) (1813–1901), britischer Admiral und Politiker
- George Elliot, 1. Baronet (1814–1893), britischer Unternehmer und Politiker
- George Elliot, 2. Baronet (1844–1895), britischer Unternehmer und Politiker
- Gilbert Elliot-Murray-Kynynmound, 1. Earl of Minto (1751–1814), britischer Politiker und Diplomat
- Gilbert Elliot-Murray-Kynynmound, 2. Earl of Minto (1782–1859)
- Gilbert Elliot-Murray-Kynynmound, 4. Earl of Minto (1845–1914), britischer Offizier und Staatsmann
- Gilbert Elliot-Murray-Kynynmound, 6. Earl of Minto (1928–2005)
- Heinrich Hallard genannt Elliot (1620–1681), Kurbrandenburger geheimer Kriegsrat, Generalmajor
- Helen Elliot (1927–2013), schottische Tischtennisspielerin
- Henry Miers Elliot (1808–1853), britischer Kolonialbeamter in Indien
- Isac Elliot (* 2000), finnischer Popsänger
- James Elliot (Politiker) (1775–1839), US-amerikanischer Politiker (Vermont)
- James Ludlow Elliot (1943–2011), US-amerikanischer Astrophysiker
- Jane Elliot (* 1947), US-amerikanische Schauspielerin
- Jason Elliot (* 1965), britischer Reiseschriftsteller
- Jim Elliot (1927–1956), US-amerikanischer evangelikaler Missionar in Ecuador
- John Elliot (1918–1997), britischer Schriftsteller, Drehbuchautor und Fernsehproduzent
- Justine Elliot (* 1967), australische Politikerin
- Katharine Elliot, Baroness Elliot of Harwood (1903–1994), britische Politikerin der Conservative Party
- Launceston Elliot (1874–1930), schottischer Gewichtheber
- Leo von Elliot (Nicolaus Leo von Elliot; 1816–1890), deutscher Maler, Zeichner und Lithograph
- Oliver Elliot (* 1987), chilenischer Schwimmer
- Peter S. Elliot (* 1962), US-amerikanischer Filmeditor
- Richard Elliot (* 1964), schottischer Saxophonspieler
- Rob Elliot (* 1986), irischer Fußballtorhüter und -trainer
- Rose Elliot, englische Autorin von Kochbüchern
- Sten Elliot (1925–2022), schwedischer Segler
- Walter Elliot (Naturforscher) (1803–1887), schottischer Naturforscher in Indien
- Walter Elliot (Politiker, 1888) (1888–1958), britischer Politiker, Abgeordneter des House of Commons, Minister

### Vorname
- Elliot Archilla (* 1946), puerto-ricanischer Biathlet
- Elliot Aronson (* 1932), US-amerikanischer Sozialpsychologe
- Elliot Barnes-Worrell (* 1991), englischer Theater- und Filmschauspieler, Dichter und Regisseur
- Elliot Belgrave (* 1931), barbadischer Richter und Politiker
- Elliot Benchetrit (* 1998), marokkanisch-französischer Tennisspieler
- Elliot Bunney (* 1966), britischer Sprinter
- Elliot Caplin (1913–2000), US-amerikanischer Comicautor
- Elliot Clawson (1883–1942), US-amerikanischer Drehbuchautor
- Elliot Cowan (* 1976), britischer Schauspieler
- Elliot Daly (* 1992), englischer Rugbyspieler
- Elliot Danforth (1850–1906), US-amerikanischer Jurist und Politiker
- Elliot Davis (* 1948), US-amerikanischer Kameramann
- Elliot Del Borgo (1938–2013), US-amerikanischer Komponist, Musikpädagoge und Trompeter
- Elliot Fletcher (* 1996), US-amerikanischer Schauspieler
- Elliot Forbes (1917–2006), US-amerikanischer Musikwissenschaftler
- Elliot Galvin (* 1991), britischer Jazzmusiker (Piano, Komposition)
- Elliot Giles (* 1994), britischer Mittelstreckenläufer
- Elliot Goldenthal (* 1954), US-amerikanischer Komponist
- Elliot Graham (* 1976), US-amerikanischer Filmeditor
- Elliot Grandin (* 1987), französischer Fußballspieler kongolesischer Abstammung
- Elliot Halstead, nauruischer Politiker
- Elliot Holtham (* 1984), kanadischer Triathlet und Ironman-Sieger (2014)
- Elliot Humberto Kavee, US-amerikanischer Jazz-Schlagzeuger und -Cellist, Komponist und Schauspieler
- Elliot Johnson (* 1984), US-amerikanischer Baseballspieler
- Elliot Knight (* 1990), britischer Schauspieler
- Elliot Lawrence (1925–2021), US-amerikanischer Jazzpianist
- Elliot S. Maggin (* 1950), US-amerikanischer Schriftsteller, Comicautor und Politiker (Demokratische Partei)
- Elliot Woolfolk Major (1864–1949), US-amerikanischer Politiker
- Elliot Mannette (1927–2018), trinidadischer Steel-Pan-Musiker
- Elliot Mazer (1941–2021), US-amerikanischer Toningenieur und Musikproduzent
- Elliot Meadow (1945–2017), britischer Jazzautor, Rundfunkmoderator und Musikproduzent
- Elliot Meyerowitz (* 1951), US-amerikanischer Entwicklungsbiologe
- Elliot S. N. Morgan (1832–1894), US-amerikanischer Politiker
- Elliot Page (* 1987), kanadischer Schauspieler
- Elliot Perlman (* 1964), australischer Schriftsteller
- Elliot Pinhey (1910–1999), britischer Entomologe
- Elliot L. Richardson (1920–1999), US-amerikanischer Jurist, Diplomat und Politiker
- Elliot Rodger (1991–2014), britisch-amerikanischer Amokläufer
- Elliot Scott (1915–1993), britischer Artdirector und Produktionsdesigner
- Elliot See (1927–1966), US-amerikanischer Astronaut des Gemini-Programms
- Elliot Silverstein (1927–2023), US-amerikanischer Regisseur und Filmproduzent
- Elliot Slessor (* 1994), englischer Snookerspieler
- Elliot Smith (* 1987 od. 1988), kanadischer Pokerspieler
- Elliot Sperling (1951–2017), US-amerikanischer Tibetologe
- Elliot Stuart  (* 1946), englischer Badmintonspieler
- Elliot Griffin Thomas (1926–2019), US-amerikanischer Geistlicher, römisch-katholischer Bischof von Saint Thomas
- Elliot Tiber (1935–2016), US-amerikanischer Maler, Comedian und Autor
- Elliot Tyson (* 1952), US-amerikanischer Tontechniker
- Elliot Valenstein (1923–2023), US-amerikanischer Neurobiologe